# Nymphorgerius
Nymphorgerius är ett släkte av insekter. Nymphorgerius ingår i familjen Dictyopharidae.

## Dottertaxa tillNymphorgerius, i alfabetisk ordning[1]
- Nymphorgerius alboniger
- Nymphorgerius angustipes
- Nymphorgerius armeniaca
- Nymphorgerius auriculata
- Nymphorgerius balchanica
- Nymphorgerius bucharicus
- Nymphorgerius clariceps
- Nymphorgerius convergens
- Nymphorgerius curticeps
- Nymphorgerius cypria
- Nymphorgerius dimorphus
- Nymphorgerius eburneola
- Nymphorgerius emeljanovi
- Nymphorgerius fuliginosa
- Nymphorgerius gemmata
- Nymphorgerius grigorievi
- Nymphorgerius horvathi
- Nymphorgerius ivanovi
- Nymphorgerius korolkovi
- Nymphorgerius longiceps
- Nymphorgerius medius
- Nymphorgerius mullah
- Nymphorgerius oxiana
- Nymphorgerius plotnikovi
- Nymphorgerius reuteri
- Nymphorgerius rotunda
- Nymphorgerius skobelevi
- Nymphorgerius stali
- Nymphorgerius transcaucasica
- Nymphorgerius tryphema